# Atsushi Kitagawara
 (septembre 2016).
Atsushi Kitagawara (北川原 温, Kitagawara Atsushi), né en 1951 dans la préfecture de Nagano, est un architecte japonais.

## Biographie
Tandis qu'il étudie pour un BA en architecture à Université nationale des beaux-arts et de musique de Tokyo, il remporte le premier prix du concours international de design Japan Architect. Il est diplômé en 1974 et commence une maîtrise dans le même établissement, en participant à un projet de design urbain tout en fréquentant l'école d'études supérieures. Il commence à travailler comme architecte en 1975 et en 1982 fonde son propre cabinet Atsushi Kitagawara Architects, Inc. Il est nommé professeur à l'Université nationale des beaux-arts et de musique de Tokyo en 2005.
Depuis le début de sa carrière, Kitagawara a entrepris des projets d'architecture, d'urbanisme, d'aménagement paysager, mobilier et scénographique (dont One of a Kind pour Jiri Kylian, chorégraphe et directeur artistique de la compagnie Nederlands Dans Theater). Ses concepts et ses méthodes s'inspirent de nombreux domaines dont la poésie, la musique et l'art contemporain. Il est titulaire de nombreux prix dont le prix de l'Institut d'architecture du Japon en 2002,le premier prix du prix international d'architecture innovante (Italie) en 2006, le Grand-Prix du Kenneth Brown Architecture Design Award en 2007, le prix Tōgo Murano, le AIA Japan Professional Honor Award in 2008, Top Prize of JIA Grand Prix en 2009 et le prix de l'Académie japonaise des arts en 2010.
En 2008, il travaille beaucoup en dehors du Japon, y compris de son atelier en Europe. Il enseigne également à l'Université nationale des beaux-Arts et de musique de Tokyo et pratique avec ses associés de l'agence Atsushi Kitagawara Architects.
Il est protagoniste d'un style architectural aux formes artistiques et expressionnistes qui célèbre l'expérience de l'espace, sans perdre de vue les exigences fonctionnelles. Grâce à de nombreux projets primés, tels que le musée d'art Keith Haring à Nakamura, il explore sans cesse de nouveaux moyens de construction, de composition et d'utilisation des matériaux. Il crée ainsi de complexes structures spatiales et des façades qui remettent en cause les habitudes de perception visuelles classiques de l'utilisateur tout en ne diminuant pas les critères humains.

## Prix et récompenses
- Premier prix du concours international de design « The Japan Architect » , prix Yoshioka /1973
- Prix du débutant, Institut japonais des architectes /1991 (Metroça)
- Prix d'architecture de Tokyo /1994 (Higashi Nihonbashi Police Box)
- Médaille d'or, Good Design Award /1995 （ARIA）
- Japan Society for Finishing Technology Award /1997 （ARIA）
- Prix Premium, Institut d'architecture du Japon /1997 （ARIA）
- Kumamoto Landscape Award /1999 （Uki Shiranuhi Library and Art Museum）
- Prix de la fédération japonaise des architectes et des associations des ingénieurs du bâtiment /2000 (Ueda Municipal County Culture House)
- Bessie Award (New York Dance and Performance Award) /2000
- Prix de l'Institut d'architecture du Japon /2000 (Big Palette Fukushima)
- Prix d'architecture des bibliothèques de la J.L.A. (Japan Library Association) /2001 （bibliothèque et musée d'art Uki Shiranuhi）
- Premium Award, Institut d'architecture du Japon /2002 （Uki Shiranuhi Library and Art Museum）
- Canada Green Design Award /2002 (académie des sciences forestières et de la culture de Gifu)
- Building Contractors Society Award /2002 (académie des sciences forestières et de la culture de Gifu)
- Prix de l'Institut d'architecture du Japon /2002 (académie des sciences forestières et de la culture de Gifu)
- Eco-Build Award /2002 (académie des sciences forestières et de la culture de Gifu)
- Prix du Ministère de l'agriculture, des forêts et de la pêche / 2003 (Kino-kuni Site Sight Information Pavilion)
- Médaille d'or du prix Arcasia /2003 (académie des sciences forestières et de la culture de Gifu)
- Premier prix, Innovative Architecture International Award, Italie /2006 (Kaisho Forest View tube) (Kino-kuni Site Sight Information Pavilion) （Hida Beef Cattle Memorial Museum）
- Prix spécial du prix public d'architecture /2006 （académie des sciences forestières et de la culture de Gifu）
- Grand-Prix, Kenneth Brown Architecture Design Award / 2007 （académie des sciences forestières et de la culture de Gifu）
- Architectural Culture Award of Yamanashi-pref / 2007 (musée d'art Keith Haring à Nakamura)
- Prix Tōgo Murano / 2008 (musée d'art Keith Haring à Nakamura)
- AIA Japan Professional Honor Award / 2008 (musée d'art Keith Haring à Nakamura)
- Toshima Streetscape Award Grand Prix / 2009 (Toshima Gakuin High School)
- Top Prize of JIA Grand Prix / 2009 (musée d'art Keith Haring à Nakamura)
- Prix de l'Académie japonaise des arts / 2010 (musée d'art Keith Haring à Nakamura)
- Prix de l'Institut d'architecture du Japon /2011 （Inariyama Special Education School)
- Building Contractors Society Award /2011 （Inariyama Special Education School)

## Réalisations

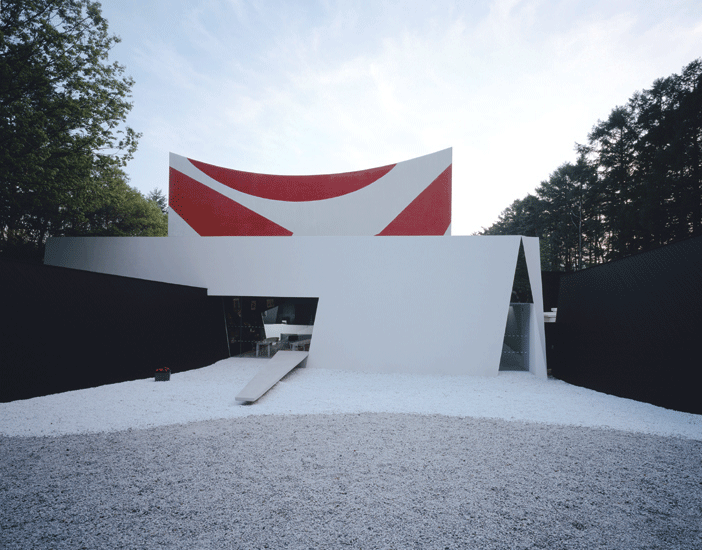
Musée d'art Keith Haring à Nakamura

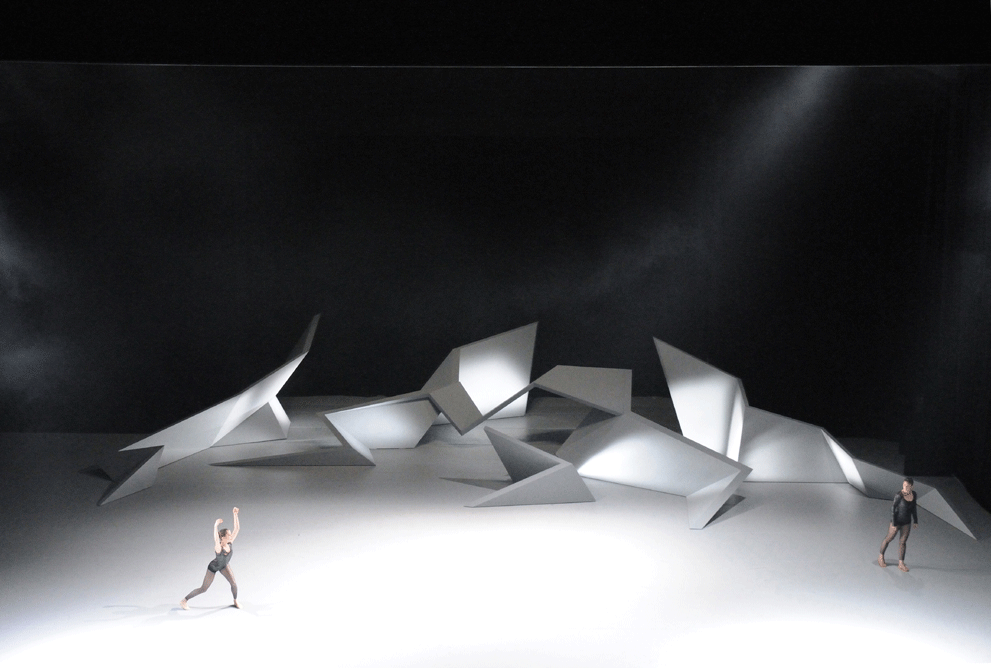
NDT One of a kind

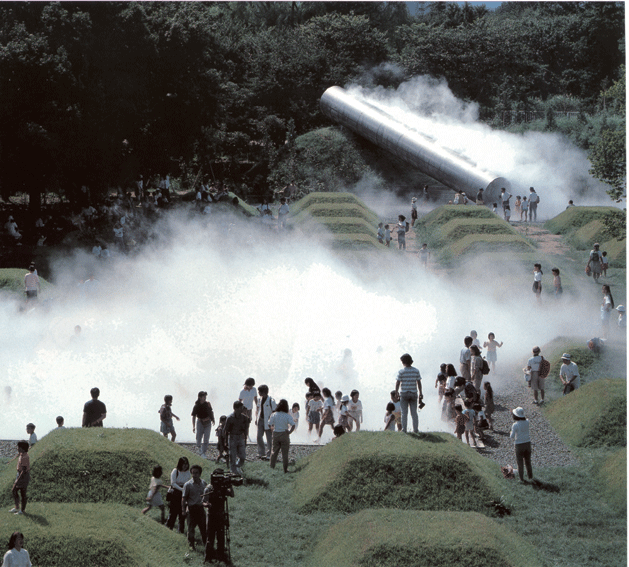
« Forêt brouillard » dans le parc mémorial Shōwa

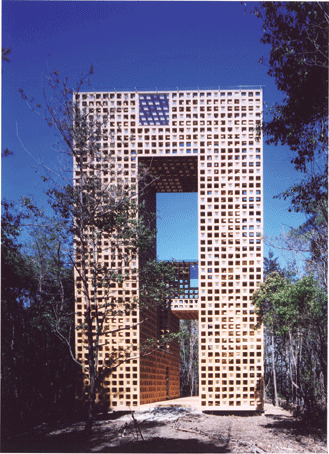
Kaisho Forest View tube

- 1985 : Kaita MURAYAMA Memorial Art Museum
- 1985 : Salle de cinéma « Rise »
- 1986 : Miaon-Kaku
- 1986 : 395
- 1988 : Mesa
- 1988 : Cloudy Spoon
- 1989 : Metrotour / Awajicho Building
- 1989 : Metroça
- 1989 : Vasara
- 1990 : Saint-Loco
- 1991 : Metrotristan
- 1992 : Higashi Nihonbashi Police Box
- 1992 : « Forêt brouillard » dans le parc mémorial Shōwa
- 1993 : Chuken, espace pour la cérémonie du thé japonaise
- 1994 : Annexe d'Ikegami Industry Inc.
- 1994 : Iwaki New Town Center
- 1997 : Église de Santaria
- 1997 : Maison municipale de la culture d'Ueda
- 1997 : Siège social de Sendenkaigi
- 1998 : Big Palette Fukushima
- 1998・1999・2000 One of a kind （NDT- performed worldwide/ Opéra Garnier in Paris, NY Lincoln Center）
- 1998 : Tsuyama Region Center
- 1998 : Hakone Public Rest House of Minato-ku
- 1999 : Toshima Gakuin High School, phase 1
- 1999 : Uki Shiranui Library and Art Museum
- 2001 : Kino-Kuni Site Sight Information Pavilion
- 2001 : Académie des sciences forestières et de la culture de Gifu
- 2002 : Daigaku-Megane Laboratory Corp. Building
- 2002 : ARS GAllery
- 2002 : Hida Beef Cattle Memorial Museum
- 2002 : Japan P.E.N. Club Headquarters
- 2003 : 2003 Toshima Gakuin High School, phase 2
- 2003 : Sasebo Shinminato Liner Terminal
- 2003 : Imperial Palace Outer Garden Rest House
- 2004 : Showa Tetsudo High School
- 2004 : ARIA
- 2004 : Villa Esterio
- 2005 : Kaisho Forest View tube
- 2005 : C’BON Headquarters
- 2006 : Midori Headquarters
- 2007 : Inariyama Special Education School
- 2007 : Nakamura Keith Haring Collection Art Museum
- 2007 : Akasaka Phoenix
- 2008 : 2008 One of a kind （Opéra national de Lyon）
- 2009 : ARCA
- 2009 : Sendenkaigi Nishiwaseda building
- 2010 : 2010 CANITTE

## Source de la traduction
- (en) Cet article est partiellement ou en totalité issu de l’article de Wikipédia en anglais intitulé « Atsushi Kitagawara » (voir la liste des auteurs).